# Adelante (газета)
«Adelante» (рус. Аделанте) — кубинская еженедельная газета провинции Камагуэй, одна из крупнейших газет страны.

## История
Издание газеты началось в январе 1959 года, и изначально она являлась ежедневной газетой провинции Камагуэй. Первый номер газеты был издан 12 января 1959 года в типографии "El Camagüeyano" тиражом 5 000 экземпляров, в дальнейшем тираж издания увеличился.
В 1973 году тираж газеты составлял 24 тыс. экземпляров.
В начале 1979 года редакция газеты и комитет по делам спорта провинции Камагуэй стали организаторами спортивного марафона на дистанцию 21 097 метров (Media Maratón Periódico Adelante) в городе Камагуэй. Первый марафон состоялся 22 января 1979 года, в 1979 - 1985 гг. в мероприятии принимали участие только юноши и мужчины, с 1986 года началось участие девушек и женщин. В этом марафоне принимали участие известные кубинские спортсмены (в частности, чемпион Центральной Америки по бегу 1969 года Felipe Chaviano и чемпион Центральной Америки 1977 года Aldo Allen). 
В начале 1990-х годов газета стала еженедельной. 19 апреля 2000 года началась публикация материалов газеты в сети Интернет, в дальнейшем начал работу официальный интернет-сайт издания (на английском и испанском языках).
В 2006 году тираж газеты составлял 28 тыс. экземпляров.